# سیاه‌خروس چینی
سیاه‌خروس چینی، همچنین به عنوان باقرقره سورتزوف یا سیاه‌خروس فندقی سینه‌سیاه  (نام علمی: Tetrastes sewerzowi) یک گونه سیاه‌خروس است که نزدیک به سیاه‌خروس فندقی است.
این پرنده کم تحرک است که در جنگل‌های کوهستانی آمیخته مخروطی در مرکز چین زندگی می‌کند. این پرنده از نظر ظاهری بسیار شبیه به سیاه‌خروس فندقی است جدا از اینکه نوار سفید کمتری روی سر و گردن وجود دارد.
نام علمی این گونه از کاشف و طبیعت شناس روسی به نام نیکولای الکسیویچ سورتزوف گرفته شده است. 